# Listă de conflicte militare care au implicat România
Aceasta este o listă a conflictelor militare la care a participat România
Atât Principatele Unite (1859-1862), cât și Principatele Unite Române (1862-1866) nu au fost parte a nici unui conflict militar.

## România (1866-1881)
| Conflict                                                                                                  | Combatant 1 | Combatant 2     | Rezultat |
| --- | --- | --------------- | --- |
| Războiul de Independență al României sau Războiul Ruso-Turc (1877–1878) (24 aprilie 1877 - 3 martie 1878) | Imperiul Rus · România · Principatul Serbiei · Principatul Muntenegrului · Opălcenți(voluntari bulgari) · Rebeli sârbi din Bosnia | Imperiul Otoman | Victorie - Reînființarea statului Bulgar; - Independența deplină a României, Serbiei și a Muntenegrului față de Imperiul Otoman; - Regiunea Kars este anexată de Imperiul Rusiei - Dobrogea cedată României - Basarabia de sud cedată Rusiei - Tratatele de la San Stefano și Berlin |

## Regatul României(1881-1947)
| Conflict                                                                      | Combatant 1 | Combatant 2 | Rezultat |
| ----------------------------------------------------------------------------- | --- | --- | --- |
| Al Doilea Război Balcanic (10 iulie 1913 – 10 august 1913)                    | Regatul Serbiei Regatul Greciei Regatul României Regatul Muntenegrului Imperiul Otoman | Regatul Bulgariei | Victorie - Înfrângerea Bulgariei - Anexarea Dobrogei de Sud de către România - Tratatul de la București |
| Prima revoltă țărănească din Albania (mai-august 1914)                        | Principatul Albaniei Kachak Mirdita Mati voluntari din Austro-Ungaria voluntari români Sprijin: Regatul Olandei Imperiul Austro-Ungar | rebelii albanezi musulmani Republica Albaniei Centrale Sprijin: Imperiul Otoman | Înfrângere - Victoria albanezilor musulmani |
| Primul Război Mondial ( 1916 (intrarea României în conflict)- 1918)           | Puterile Antantei: Franța Imperiul Britanic Imperiul Rus (1914-17) Italia (1915-18) Statele Unite (1917-18) Serbia Regatul României (1916-18) Imperiul Japonez Belgia Portugalia (1916-18) Regatul Greciei (1917-18) Regatul Muntenegrului Siam (1917-18) China (1917-18) Legiunile Cehoslovace Brazilia ...și alții | Puterile Centrale: Imperiul German Austro-Ungaria Imperiul Otoman Bulgaria (1915-18) Cobeligeranți: Darfur (1914-16) Statul Derviș Emiratul Jabal Shammar ...și alții | Victorie Victoria Antantei - Unirea Transilvaniei și Basarabiei cu România - Destrămarea imperiului rus (Revoluția și crearea URSS) - Imperiul German (Prăbușirea economică, apariția nazismului și începerea celui de Al Doilea Război Mondial), - Imperiul Otoman (Revoluția lui Kemal Atatürk și modernizarea Turciei) - Austro-Ungar (Dezmembrare) - Apariția unor noi state în Europa Centrală și Răsăriteană. |
| Războiul Polono-Ucrainean ( 1918-1920)                                        | Polonia Regatul României Ungaria Cehoslovacia | Republica Populară a Ucrainei Occidentale Republica Populară Ucraineană Republica Huțulă Republica Komancza | Victorie - victorie poloneză |
| Războiul româno-ungar din 1919 ( Aprilie-August 1919)                         | Republica Sovietică Ungaria Republica Sovietică Slovacia | Regatul României Cehoslovacia Armata Națională | Victorie - Victoria decisivă a României - Prăbușirea Republicii Sovietice Ungaria - Teroarea Albă în Ungaria |
| Răscoala de la Tighina (27 și 28 mai 1919)                                    | bande de sovietici | Regatul României | Victorie - Victoria decisivă a României |
| Răscoala de la Tatarbunar ( 15-18 septembrie 1924)                            | răsculați pro-sovietici | Regatul României | Victorie - Victoria decisivă a României |
| Rebeliunea legionară (21-23 ianuarie 1941)                                    | Regatul României Sprijin: Germania | legionari | Victorie - Victoria decisivă a României - Preluarea puterii absolute de către Ion Antonescu |
| Al Doilea Război Mondial ( 24 aug.1944-8 mai 1945; 22 iunie 1941-23 aug.1944) | Aliații: China (atacată de Japonia din 1937, Aliată: 7 dec.1941-2 sept. 1945 Polonia (1 sept. 1939-8 mai 1945) Regatul Unit (3 sept.1939-8 mai 1945 în Europa, -2 sept.1945 în Asia) Franța (3 sept.1939-9 mai 1945) Canada (3 sept.1939-8 mai 1945) Australia (3 sept.1939-8 mai 1945 în Europa, -2 sept.1945 în Asia) Noua Zeelandă (3 sept.1939-8 mai 1945 în Europa, -2 sept.1945 în Asia) Finlanda (30 noie.1939-12 martie 1940 și 5 sept.1944-8 mai 1945) Olanda (10 mai 1940-8 mai 1945) Belgia (10 mai 1940-8 mai 1945) Grecia (28 oct.1940-8 mai 1945) Iugoslavia (6 apr.1941-8 mai 1945) Uniunea Sovietică (22 iunie 1941-9 mai 1945 în Europa, 8 aug.-3 sept.1945 în Asia) Statele Unite ale Americii (7 dec.1941-8 mai 1945 în Europa, -2 sept. 1945 în Asia) Italia (13 oct.1943-8 mai 1945) Regatul României(24 aug.1944-8 mai 1945) Bulgaria (8 sept.1944-8 mai 1945) ...alții…. | Axa și aliații săi: Germania Nazistă (1 sept.1939-9 mai 1945) Imperiul Japonez (a atacat China din 1937; 7 dec.1941-2 sept.1945) Franța Colaboraționistă (26 iunie 1940-9 mai 1945) Italia (a atacat Etiopia din 1936; 28 oct.1940-3 sept.1943 dar -8 mai 1945 pentru trupele fasciste) Uniunea Sovietică (17 sept.1939-21 iunie 1941) Regatul României(22 iunie 1941-23 aug.1944) Ungaria (22 iunie 1941-20 ian.1945) Bulgaria (19 apr.1941-6 sept.1944) Finlanda (22 iunie 1941-4 sept.1944) Tailanda (22 ian.1942-1 sept.1945) State marionetă: Slovacia Croația Manchukuo Mengjiang alții... | Înfrângere - Lovitura de stat de la 23 august 1944 - Ocupația sovietică a României - Tratatele de pace de la Paris (1947) - Ocupația sovietică a Basarabiei și Bucovinei de nord - Dictatul de la Viena este anulat (România reia controlul nordului Transilvaniei) - Bulgaria păstrează controlul Dobrogei de Sud - Instalarea regimului comunist îm România                                                       |

## Republica Socialistă România
| Conflict                                         | Combatant 1 | Combatant 2 | Rezultat                                                                                         |
| ------------------------------------------------ | --- | --- | ------------------------------------------------------------------------------------------------ |
| Al doilea război din Indochina (1955-1975)       | (ca parte a Pactului de la Varșovia, 1965-1975), China, Coreea de Nord, Suedia, Cuba, sprijinind Vietnamul de Nord                                                                            | Vietnamul de Sud, sprijinit de SUA, Coreea de Sud, Australia, Noua Zeelandă, Regatul Laos, Cambogia (1967–1975), Tailanda, Filipinele, Malaysia, Taivanul | Vietnamul de Nord zdrobește cel de Sud și-l îngloabă.                                            |
| Războiul Civil Angolez (1975-2002)               | MPLA, sprijinită de România (1979-1981), Cuba, URSS, Namibia (2001–2002), Germania de Est, R.S.F. Iugoslavia, Republica Populară a Congo-ului, Coreea de Nord, Tanzania, Mozambique, Brazilia | UNITA, sprijinită de SUA, Zair, Africa de Sud, Franța, Maroc, China, Zambia                                                                               | MPLA câștigă și preia conducerea țării.                                                          |
| Revoluția Română din 1989 (16-25 decembrie 1989) | RS România Securitatea | protestatarii anticomuniști | Victoria revoluționarilor - Instaurarea democrației - Executarea cuplului prezidențial Ceaușescu |

## România
| Conflict                                                                | Combatant 1 | Combatant 2 | Rezultat |
| ----------------------------------------------------------------------- | --- | --- | --- |
| Războiul din Irak din 2003 - 2011 ( 20 martie 2003 - 18 decembrie 2011) | Irak (după invazie) · Peshmerga Awakening Councils Forțele Multinaționale – Irak United States (2003–2011) Regatul Unit (03–11) Australia (03–09) Polonia (03–08) Coreea de Sud (03–08) Italia (03–06) România (03–09) Georgia (03–08) Ucraina (03–08) Olanda (03–05) Spania (03–04) 30 alte țări | Insurgenții irakieni · Partidul Ba'ath Loialiști · Statul Islamic al Irakului · al-Qaeda în Irak · Armata Mahdi · Grupuri Speciale · Armata islamică a Irakului · Ansar al-Sunnah Irak (până la invazie) · | Victorie - Invazia și ocuparea Irakului - Răsturnarea guvernării partidului Ba'ath - Execuția lui Saddam Hussein - Insurgența irakiană - Operații teroriste străine - Victoria forțelor Coaliției |